# Mendenhall, Mississippi
Mendenhall este o localitate, municipalitate și co-sediul (alături de Sardis) comitatului Simpson, statul Mississippi, Statele Unite ale Americii.
1. ↑  2010 U.S. Gazetteer Files, accesat în 9 iulie 2020